# Legió I Adiutrix

Mapa de l'imperi romà l'any 125 dC, sota l'emperador Hadrià, que mostra la Legio I Adiutrix, ubicada al riu Danubi a Brigetio (Szőny, Hongria), a la Província Pannonia inferior, des de l'any 86 dC fins almenys l'any 344.

La Legió I Adiutrix («ajudant») va ser una legió romana formada l'any 68, possiblement per Galba sota les ordres de Neró. La darrera notícia que se'n té és de l'any 444, quan estava aquarterada a Brigetio (actualment Szöny), a la província de Pannònia. El símbol de la legió era un capricorn o un pegàs.
És possible que l'origen de la legió es trobi a la I Classis («de la flota»), una legió reclutada per Neró entre els mariners de la flota estacionada a Misè (Classis Misenensis), i completada posteriorment per Galba. Inicialment estava aquarterada a prop de Roma. Durant l'any dels quatre emperadors, la legió va lluitar primer a favor de Galba, i després es va incorporar a l'exèrcit d'Otó a la primera batalla de Bedríacum, on va ser derrotada pels exèrcits de Vitel·li. Vitel·li va ordenar el trasllat de la I Adiutrix a Hispània, però l'any 70 es trobava lluitant contra la revolta de Batàvia. Posteriorment la legió es va aquarterar a Mogoncíacum (Magúncia), juntament amb la Legió XIV Gemina, on es dedicava bàsicament a treballs d'infraestructura. L'any 83 va lluitar en una campanya contra la tribu germànica dels cats, a l'altra banda del Rin. Després va ser traslladada als campaments del Danubi, a la província de Pannònia, per lluitar contra els dacis.
Després de l'assassinat de Domicià l'any 96, la I Adiutrix, igual que la resta de l'exèrcit del Danubi, va adquirir un paper destacat en la política romana, obligant Nerva a acceptar Trajà com a successor. Quan Trajà va ser proclamat emperador va atorgar a la legió el cognomen Pia Fidelis («lleial i fidel») en reconeixement del seu suport. Entre els anys 101 i 106, juntament amb les legions IV Flavia Felix i XIII Gemina, va conquerir Dàcia ocupant la nova província. Trajà també la va utilitzar en la seva campanya contra l'imperi part (115-117), però el seu successor Hadrià la va fer retornar a Pannònia, aquarterada a Brigetio.
Durant les següents dècades la legió es va mantenir a la frontera del Danubi. Sota Marc Aureli va lluitar en la guerra contra els marcomans. Quan Septimi Sever va ser proclamat emperador, la I Adiutrix era una de les legions que li va prestar suport, seguint-lo en la seva marxa cap a Roma. La legió va continuar aquarterada a Pannònia i també va participar en algunes campanyes contra l'Imperi part (les de Septimi Sever dels anys 195 i 197, les de Caracal·la del 215-217 i les de Gordià III del 244). Durant el segle iii la legió va rebre dos nous cognomina: Pia Fidelis Bis («dues vegades lleial i fidel») i Constans («fiable»).